# Monnow
Monnow er en flod, der flyder i det sydvestlige Herefordshire, England, og det østlige Monmouthshire, Wales. Floden, der er 42 km lang, markerer på længere strækning grænsen mellem England og Wales, inden den munder ud i Wye ved Monmouth.
I Monmouth finder man umiddelbart inden flodens udmunding i Wye den bemærkelsesværdige Monnow Bridge fra middelalderen, og langs en stor del af flodens bredder forløber vandrestien Monmouth Valley Walk. 
Monnow udspringer i ved bunden af Black Hills i Wales på Cefn Hill nær den lille by Craswall. Herfra flyder den sydpå og får vandtilførsel fra et par bække, inden den nær bebyggelsen Pandy drejer mod øst på kort strækning, inden den igen løber sydpå og løber ud i Wye ved Monmouth.

## Lystfiskeri i Monnow
På et tidspunkt var Monnow kendt for en betydelig bestand af bækørreder, og der blev rapporteret om flotte fangster i floden. Bestandens størrelse blev reduceret kraftigt op gennem det 20. århundrede, særligt efter 1960'erne. I de senere år er ørredfiskeriet blevet meget bedre igen, og floden har igen tiltrukket mange lystfiskere, der ud over ørreder også fanger mange stallinger. For nylig er der lavet en fiskepassage ved Monmouth, hvilket har tilladt nye arter som laks og havørred at passere forbi en tidligere opstemning. 